# Idealanspruch
Als Idealanspruch einer Partei (auch: Quote der Partei, Sitzquote) bezeichnet man bei Verhältniswahlen den Anspruch an Sitzen, den die Partei geltend machen würde, wenn es nicht nur ganze Sitze gäbe, sondern auch Bruchteile von Sitzen.
Der Idealanspruch wird nach dem Dreisatz ausgerechnet, d. h., es gilt:
{\displaystyle {\mbox{Idealanspruch der Partei}}={\frac {\mbox{Stimmen der Partei}}{\mbox{Gesamtstimmen}}}\cdot {\mbox{Gesamtsitze}}}
Falls also z. B. eine Partei 50 von insgesamt 100 Stimmen bekommt und drei Sitze zu vergeben sind, hat sie einen Idealanspruch von 1,5 Sitzen. Man beachte, dass es sich bei "1,5 Sitzen" genau genommen um 1,5 Sitzbruchteile handelt.
Da in der Praxis keine Bruchteile von Sitzen vergeben werden können, sondern nur ganze Sitze, wird zur Rundung ein Sitzzuteilungsverfahren verwendet, um ganzzahlige Sitzzahlen zu erhalten, deren Summe die Zahl der Gesamtsitze ausschöpft.